# Hans Rudolph von Gemmingen
Hans Rudolph von Gemmingen (* 1584; † 26. Juli 1637 in Groß Sonntag) war Landkomtur des Deutschen Ordens in Österreich.

## Leben
Er war ein Sohn des Hans Jakob von Gemmingen (1553–1622) und der Barbara von Breitenlandenburg aus der Linie Steinegg der Freiherren von Gemmingen. Die Familienlinie war zu jener Zeit stark verzweigt und schon Hans Rudolphs Vater war kaum begütert gewesen, so dass Hans Rudolph wie viele seiner näheren Verwandten eine geistliche Laufbahn einschlug. Er wurde in Ellingen zum Ritter des Deutschen Ordens geschlagen und 1612 investiert. Der Deutschmeister versetzte ihn aus der Ballei Franken nach Österreich, wo er sich ab 1616 als Administrator der Ballei Österreich und der Komtureien Groß Sonntag und Wien um die Verbesserung der zerrütteten Verhältnisse des Ordens in Österreich verdient machte. 1619 wurde er zum Statthalter, 1623 zum Landkomtur ernannt. 1625 nahm er in Wien für den Hoch- und Deutschmeister von Kaiser Ferdinand II. das Lehen über das Hochmeistertum in Preußen entgegen.
Er starb in Groß Sonntag (heute Velika Nedelja in Slowenien) und wurde dort auch begraben.